# Józef Rokosza
Józef Rokosza (ur. 1928 w Żytnie, zm. 8 listopada 2020) – polski dendrolog.

## Życiorys
W latach 1947–1950 uczęszczał do Liceum Ogrodniczego w Grodźcu koło Będzina. Oprócz tego w 1952 roku ukończył też Liceum Ogrodnicze w Prószkowie koło Opola. Przez rok pracował w Instytucie Ochrony Roślin w Puławach, a później jako ogrodnik w Arboretum Zakładu Dendrologii i Pomologii Państwowej Akademii Nauk w Kórniku. W 1955 roku rozpoczął studia w Szkole Głównej Gospodarstwa Wiejskiego w Warszawie na Wydziale Ogrodniczym w Sekcji Kształtowania Terenów Zielonych. W 1965 roku ukończył studia, broniąc pracę magisterską pt. „Wyniki obserwacji nad sadzeniem drzew starszych w Warszawie” i rozpoczął pracę naukową, w charakterze asystenta naukowo-technicznego w zespole prof. Alfonsa Zielonko. W 1983 roku obronił pracę doktorską pt. „Studia dendrologiczne nad waloryzacją zabytkowych parków wiejskich na Mazowszu”. Pracował na Wydziale Ogrodnictwa, Biotechnologii i Architektury Krajobrazu Szkoły Głównej Gospodarstwa Wiejskiego w Warszawie do 1993 kiedy przeszedł na emeryturę. Niektóre źródła opisują go jako doktora habilitowanego, ale tylko przygotowywał pracę habilitacyjną. 
Nie założył rodziny. Zmarł 8 listopada 2020. Pochowany został na cmentarzu przy ul. Wałbrzyskiej (grób 9/81).

## Wyróżnienia
- 1985 Złoty Krzyż Zasługi
- 2018: Honorowy Laur[3]